# Dmitrij Tarasow (hokeista)
Dmitrij Jewgienjewicz Tarasow (ros. Дмитрий Евгеньевич Тарасов; ur. 13 lutego 1979 w Chabarowsku, zm. 14 czerwca 2023 tamże) – rosyjski hokeista, trener.

## Kariera klubowa
- CSKA 2 Moskwa (1994-1996)
- Amur 2 Chabarowsk (1997-2001, 2003)
- Amur Chabarowsk (1997-2006)
- Saławat Jułajew Ufa (2006-2008)
- Dinamo Moskwa (2008)
- Spartak Moskwa (2008-2009)
- Sibir Nowosybirsk (2009-2011)
- Amur Chabarowsk (2011-2016)

Wychowanek i od czerwca 2011 ponownie zawodnik Amuru Chabarowsk. Od tego czasu pełnił funkcję kapitana drużyny. W czerwcu 2014 przedłużył kontrakt o rok. W Amurze występował do 2016 i został rekordzistą w liczbie rozegranych meczów w jego barwach.

## Kariera trenerska
W październiku 2020 wszedł do sztabu drużyny Amurskie Tigry Chabarowsk, występującej w juniorskich rozgrywkach MHL, jako trener od pracy z napastnikami.

## Sukcesy
Klubowe
- Awans do Superligi: 2006 z Amurem
- Finał Pucharu Nadziei: 2013 z Amurem
- Złoty medal mistrzostw Rosji: 2008 z Saławatem